# 오염된 자식들
오염된 자식들은 1982년 공개된 대한민국의 영화이다.

## 배역
- 안성기
- 방희
- 조남경
- 최성호
- 김지영

## 수상
- 1982년 제21회 대종상
  - 특별상(각색 부문) - 나한봉
- 1983년 제3회 한국영화평론가협회상
  - 남우주연상 - 안성기